# Кугарчино
Куга́рчино (рос. Кугарчино, башк. Күгәрсен) — присілок у складі Калтасинського району Башкортостану, Росія. Входить до складу Большекачаковської сільської ради.
Населення — 178 осіб (2010; 263 у 2002).
Національний склад:
- татари — 88 %